# Prasthan Dachauer
Wolfram „Prasthan“ Dachauer (* 8. Oktober 1940 in Linz; † 9. Oktober 2016) war ein österreichischer Maler und Grafiker.

## Leben und künstlerische Ausbildung
Wolfram Dachauer war der Sohn einer in Wien geborenen Juristin und eines in Oberösterreich geborenen Germanisten. Zu seinen Verwandten zählen mütterlicherseits sein Großneffe, der Maler Karl Friedrich Gsur und väterlicherseits sein Großonkel, der Maler Wilhelm Dachauer. Sein zeichnerisches Talent wurde bereits im Kindergartenalter erkannt und sowohl von seinen Eltern als auch dem Schriftsteller Bruno Brehm, der häufig mit ihm zeichnete, erkannt und gefördert. Seinen Künstlernamen Prasthan trug er seit seinem Aufenthalt in Indien 1975.
Dachauer hatte zwei Geschwister und verbrachte die ersten vier Lebensjahr in Linz. Nach dem ersten Bombenangriff 1944 zog die Familie ins Innviertel nach Gumpling bei Pramet. 1950 zog die Familie nach Wagrain. Dachauer besuchte in Sankt Johann im Pongau zunächst die Hauptschule und dann das Gymnasium. Nächster Wohnort war Trofaiach in der Steiermark, wo er in Leoben die Pflichtschule an der Hauptschule in Trofaiach abschloss.
Von 1955 bis 1958 besuchte Dachauer die Klasse für Fresko und Sgraffito der Kunstgewerbeschule in Graz bei Rudolf Spohn (1905–1975), wo er die Grundausbildung im Zeichnen und in den Techniken der Freskomalerei, der Sgraffitos und der Mosaiks erhielt, die er jedoch nie anwendete, da er sich von Anfang mit dem Porträtieren beschäftigte.
Ab 1958 studierte er an der Akademie der Bildenden Künste Wien bei Sergius Pauser und gewann während des Studiums zwei Meisterschulpreise und 1963 den Abgangspreis. Während der Ableistung des Präsenzdienstes gestaltete er in der Kapelle der Kaserne Ebelsberg den Kreuzweg. Aus seiner ersten Ehe stammt seine Tochter Mischa, die 1966 zur Welt kam und aus seiner zweiten Ehe stammt Dagmar, die 1988 geboren wurde.
Am 9. Oktober 2016 starb er einen Tag nach seinem 76. Geburtstag.

## Künstlerische Tätigkeit
Die Arbeiten in den 1960er-Jahren sind von einem malerischen Expressionismus gekennzeichnet, daneben arbeitete er in Wien und Linz als Auslagendekorateur.
Dachauer ist seit 1962 im nationalen und internationalen Ausstellungsbetrieb präsent. 1966 erhielt er ein Stipendium für Rom und 1969 eines für Norwegen. Seine künstlerische Neuorientierung zum Surrealismus und Symbolismus fällt zeitlich mit dem Zerbrechen seiner Ehe zusammen. Vorbilder und künstlerische Wegweiser sind Diego Rodríguez de Silva y Velázquez und auch Jan Vermeer.
1968 zog er nach Waldhausen im Strudengau und renovierte dort ein kleines Häuschen in völliger Abgeschiedenheit. Zwischen 1970 und 1973 unternahm er mehrere Malreisen nach Tunesien, Marokko und Spanien gemeinsam mit dem norwegischen Surrealisten Bjarne Holst (* 1944), mit dem ihn eine tiefe Freundschaft verband und mit dem er sich eine Zeit lang ein Atelier in Wien teilte.
1975 folgte ein mehrjähriger Indienaufenthalt, wo er Osho begegnete, der ihm seinen spirituellen Namen gab. Er begann sich mit Keramik auseinanderzusetzen und gestaltete Vasen mit mystischen Köpfen und Kleinplastiken mit phantastischen Figuren. 1987 unternahm er eine Studienreise nach Gran Canaria und 1990 erhielt er zum zweiten Mal ein Stipendium für Norwegen. Ab 1997 nahm er immer wieder an internationalen Künstlersymposien teil. 2005 reiste er nach Nukus in Usbekistan und leitete dort eine Meisterklasse für Porträt.
Werke von ihm befinden sich in privaten und öffentlichen Sammlungen, u. a. in:
- Graphische Kunstsammlung Albertina, Wien
- Graphische Kunstsammlung Stadtmuseum Nordico, Linz (mehr als 200 Arbeiten)[3]
- Lentos Kunstmuseum Linz
- Oberösterreichische Landesregierung
- Bundesministerium für Unterricht, Kunst und Kultur
- Kulturamt der Stadt Wien
- Stadt Linz
- Stadt Innsbruck
- Museum Innviertler Volkskundehaus in Ried im Innkreis
- Harvard University

## Ausstellungen und Ausstellungsbeteiligungen
Dachauer nahm seit 1962 regelmäßig an Ausstellungen teil.
Ausstellungen außerhalb Österreichs waren u. a. in
- Rom (Galerie II Capitello, Österreichisches Kulturinstitut, Galerie Hermes), Florenz (Grafikbiennale),
- Lausanne (Galerie Villamont),
- Moss (Galerie Kunstverein),
- Honningsvåg (Galerie Kunstverein),
- Bergen (Galerie Kunstverein),
- Oslo (Galerie Kunstverein),
- Elingaard (Galerie Schloss Elingaard),
- Hafslund (Galerie Hafslund Hovegard),
- Hamburg (Galerie Situation 2),
- Würzburg (Galerie Villinger),
- Bogen (Galerie Hartnack),
- Iași (Complexul Muzeal National Moldova),
- Timișoara (Galerie der Akademie für bildende Künste, Galerie Pygmalion)

Ausstellungen in Österreich waren u. a. in
- Linz (Galerie Otto Bejvl, Hypo-Galerie, Galerie Feichtinger, Das andere Kino, Atelier HaRoKo, BVO-Landeskulturzentrum Ursulinenhof, Galerie Luger, Nordico),
- Wien (Internationaler Künstlerclub, Österreichisches Kulturzentrum Österreich-Haus im Palais Pálffy, Galerie Synthese, Raumkunst-Galerie Mensshengen-Thernverg, Galerie auf der Stubenbastei, Galerie Peithner-Lichtenfels, Galerie Pressehaus, Galerie Pferdestall, Atelier Weber, Galerie Kalksburg)
- Enns (Stadthalle Enns, Galerie im Gewölbe)
- Kaltenleutgeben (Galerie am Doktorberg)
- Ried im Innkreis (Galerie Mobiliar, Bildungszentrum Sankt Franziskus, Volkskundehaus Ried im Innkreis)
- Innviertel (Innviertler Künstlergilde mit Ausstellungen in Ried im Innkreis, Schloss Hackledt, Eggerding bei Schärding, Pfarrgalerie Schönering, Braunau am Inn)
- Waldhausen im Strudengau (Raiffeisenkasse Waldhausen)
- Deutschlandsberg (Kulturzentrum Deutschlandsberg)
- Graz (Citygalerie Graz)
- Waidhofen an der Ybbs (Raiffeisenbank Waidhofen an der Ybbs)
- Sankt Pölten (art promotion)
- Amstetten (Johann Pölz – Halle)
- Freistadt (Oberbank Galerie, Brauhaus Galerie)
- Landeck (Tirol) (Gymgalerie)
- Perg (Johannas kleine Galerie)
- Wels (Galerie Forum)
- St. Nikola an der Donau (Galerie im Mauthaus)
- Wallsee-Sindelburg (Kulturzentrum Uferstöckl)
- Buchkirchen (Kulturzentrum Buchkirchen bei Wels)
- Hagenberg im Mühlkreis (Malersymposium, Schloss Hagenberg)
- Pram (Oberösterreich) (Galerie im Troadkasten, Schloss Feldegg bei Pram)

## Quelle
- Elisabeth Christine Hammer: Prasthan Dachauer – Biographie